# Борбе за Јајце 1942.
Крајем августа 1942. Врховном штабу НОВЈ наметнула се као логична идеја да концентрише снаге Оперативне групе бригада с источне и снаге Главног штаба за Босанску Крајину са западне стране ради ликвидације гарнизона НДХ који су се налазили у међупростору. Најзначајнији међу тим гарнизонима било је Јајце. Операција је отпочела нападом на Мркоњић-Град 24. августа.
Немачке снаге у Босни знатно су ојачане средином 1942. ради извођења амбициозно замишљене операције чишћења против НОВЈ на Козари. Немачки штаб употребио је ове снаге, као и све расположиве трупе НДХ и четника из ове области да би парирао овој опасности.
Јединице НОВЈ успеле су да освоје Јајце у два наврата — 25. септембра и 25. новембра 1942. Међутим, у периоду од 30. септембра до 6. децембра Немци су покренули три операције против НОВЈ на овом подручју, под називом „Јајце I”, „Јајце II” и „Јајце III”. Током динамичних борбених дејстава Немци су у више наврата успели да освоје гарнизоне у овој области, али нису били у стању да их и задрже у поседу. Јединице НОВЈ применњивале су офанзивну тактику — док би на једном подручју задржавале противникиа еластичном и маневарском одбраном, дотле би на другом вршили концентрацију снага за нападе на изоловане отпорне објекте, положаје и комуникације непријатеља. При томе су показивале знатну ангажованост, борбену вредност и тактичку вештину. Током ових борби снаге НОВЈ изгубиле су, између осталих, три команданта бригада.
Током овог периода НОВЈ је динамичном изменом снага вршила офанзивне операције и у долини Уне, Далмацијии Ливањском пољу. Главни резултат ових борби био је увид немачких штабова да са расположивим скромним немачким снагама, уз сву помоћ Италијана, снага НДХ и лојалних четника, нису у стању ни да зауставе ширење, а камоли да униште НОВЈ. Ове борбе су отуда ппредстављале увод у знатно масирање немачких снага у овом подручју и у дуги низ тешких и огорчених борби са НОВЈ са тенденцијом ескалације.

## Напад на Мркоњић-Град
У јесен 1942. осовинске снаге и њихови савезници на Балкану биле су у стању оскудице употребљивих трупа с обзиром на распламсавање борби. Италијани су се поставили резервисано и опрезно планирали своје будуће офанзивне акције, домобрани су генерално показивали незаинтересованост за борбу, усташе су биле релативно малобројне, а скромне немачке снаге биле су развучене на широком простору. То је отварало перспективе партизанима за успешне изненадне нападе на изоловане гарнизоне.
Након половичног успеха у првој половини лета (освојени Коњиц, Прозор, Ливно, Томиславград, Шујица и већи број мањих упоришта, неуспех у нападу на Купрес и Бугојно), Главна оперативна група Врховног штаба померила је тежиште офанзиве према североистоку. Повезујући се с крајишким бригадама, које су крајем јула овладале усташко-домобранским упориштима у градићу Кључ и долини Санице, Главна оперативна група покренула је офанзивну операцију на усташко-домобранске и четничке снаге јужно од Бање Луке. Ова област важно је стратешко подручје, како по положају, тако и по ресурсима. У тој области партизани су током прве половине 1942. у знатној мери изгубили утицај и позиције. У највећем делу области насељених српским живљем превласт је преузео четнички покрет. Четници су од априла до јуна склопили са владом НДХ споразуме о примирју. Осећајући притисак, на састанку 30. августа вође босанских четника одлучили су да у овом подручју појачају снаге против партизана.
Тридесетог јула 1942. командант четничког одреда „Мањача” је известио Главни штаб босанских четничких одреда да је сектор његовогодреда са три стране угрожен јаким партизанским снагама и затражио помоћ. Штаб је одлучио да упути: из одреда „Борје” и „Обилић” по 150 људи, из Требавског одреда 100 људи и из Озренског одреда 200 људи.
Наређењем Врховног штаба било је предвиђено да напад Мркоњић-Град, у коме се као посада налазио 1. батаљон 9 домобранског пука са четницима Уроша Дреновића, изврше 1. крајишка и Друга пролетерска бригада ноћу 24/25. августа. Трећа санџачка бригада требало је да затвори правац Чађавица — Мркоњић-Град и на тај начин спречи евентуалну интервенцију непријатеља из Бање Луке и Ситнице. Али с обзиром на повољне изгледе за успех, 1. крајишка и Друга пролетерска бригада, чим су се пребациле из рејона Купреса, не чекајући 3. санџачку бригаду, 23/24. августа извршиле су напад на Мркоњић-Град и заузеле га после слабог отпора.
У Мркоњић-Граду је заробљено 355 домобрана, док их је 126 побегло у Бању Луку. Заробљени домобрани су, у складу са општим ставом према домобранима, разоружани и затим пуштени кућама.
Следећег дана је 2. крајишка бригада потисла је четнике и заузела Ситницу.
Након заузимања Мркоњић-Града, Врховни штаб је крајем августа издао' директиву Оперативном штабу за Босанску крајину да до 10. септембра заузме Јајце, док су остале јединице добиле задатак да појачају притисак ка Купресу, Бугојну, Доњем Вакуфу и Травнику.

## Борбе на Мањачи
Да би остварио изненађење у наапду на Јајце и преусмерио непријатељску пажњу у другом правцу, Оператвини штаб за Босанску крајину извео је диверзију: Ударном групом коју је формирао од 3. крајишке бригаде и два батаљона 1. и 5. крајишког одреда извршио је упад у Цазинску крајину. Ова група се 1/2. септембра пребацила преко Уне и брзим и изненадним нападом освојила Цазин и 14. околних села, које је одмах напустила и вратила се на десну обалу Уне. Иако је диверзија изведена веома успешно, покушај да се њоме обмане немачко руководство завршио се неуспехом.
Између Јајца и Мркоњић-Града пролазила је демаркациона линија која је раздвајала италијанску и немачку окупациону зону. Немци су у области имали концентрисане две дивизије (714. и 718.), које су учествовале у управо окончаној операцији чишћења на Козари. Стога су на концентрацију партизана врло брзо уследиле немачке противмере.
Крајем августа немачки штаб формирао је нападну борбену групу са циљем да из Бање Луке продре преко Мркоњић-Града ка Јајцу, да појача његову посаду и повеже Бању Луку са усташким јединицама у долини горњег тока Врбаса. Групом је командовао мајор Путлиц, командант 3. батаљона 721. пука, а групу је, поред његовог батаљона, сачињавале две чете 1. домобранског регрутног батаљона, вод хаубица и 8 тенкова. Ова група је заједно са четницима (снаге четничког пука „Мањача” и одреда „Борје” и остаци Дреновићевог одреда „Кочић”) бројала око 2.400 људи. Она је уз подршку ескадриле авиона, крајем августа и почетком септембра, неколико пута без успеха покушавала да продре ка Мркоњић-Граду и Кључу. Међутим, 1. и 2. крајишка и Друга пролетерска бригада, почетком септембра ојачане 4. пролетерском бригадом, одбиле су ове покушаје и контранападом вратиле нападача у Бању Луку. Током ових борби од напада из ваздуха 2. септембра погинуо је Ивица Марушић Ратко, командант 1. крајишке бригаде.
Код Бањалуке велика борба. Устаници се појављују са тешким оружјем, топовима, минобацачима, и слично, чак и са тенковима. 1.000 српских националиста учествовало на нашој страни у борби против устаника.
У овој фази обе стране су биле незадовољне исходом борбе. Арсо Јовановић је 10. септембра писао Кости Нађу.
Те операције ка Бањој Луци попримају карактер фронта. То ми нећемо. Зато морате настојати да се што прије одлијепите од тог фронта и упутите снаге ка Јајцу. Наравно, мора бити заступљена безбједност од стране Бање Луке. Врло је важно рушити путеве... Ми смо мишљења да у правцу Јајца можете ићи са три бригаде...

Та акција за нас је од првенствене важности па се иста мора брижљиво, али брзо извести.
Нађев Оперативни штаб одлучио је да најпре рашчисти ситуацију нападом на Кадину Воду, и да затим остави обезбеђење и преусмери главне снаге на Јајце.
С друге стране, штаб немачке 714. дивизије је ужурбано прикупљао нове јединице да би појачао снаге јужно од Бање Луке и одбацио партизане преко демаркационе линије. У том циљу он је формирао борбену групу „Ведел” (по имену команданта 721. пука, коме је поверено руковођење операцијом), у чији су састав, поред јединица расформиране групе „Путлиц” (3. батаљона 721. пука, 2. батерије 661. артиљеријског дивизиона, 714. инжињеријске чете, 1. чете 202. оклопног пука, 1. регрутског батаљона, полубатерије 8. артиљеријског дивизиона), ушли још 1. и 2. бојна Петрињског брдског здруга, 2. чета 741. пука и 1. чета 4. ауто-батаљона.
Тако је дошло до ситуације да су оба штаба су планирала да пређу у напад не знајући за међусобне намере.
Напад групе „Ведел” почео је 10. септембра у зору. Петрињски здруг кренуо је у наступање уз подршку тенкова, артиљерије и авијације и у садејству с четницима, којима је стигло појачање из Требавског одреда. Овог пута нападач се није ограничио само на покушај продора комуникацијом, него је напад захватио истакнуте планинске положаје на Мањачи. Међутим 1. крајишка бригада је ноћу 11/12. септембра снажним противнападом одбацила 2. батаљон Петрињског здруга, а 14. септембра разбила оба батаљона исте бригаде. Истог дана делови 2. пролетерске бригаде разбили су једну немачку чету. 18. септембра Оперативни штаб је свим расположивим снагама — 1. крајишком, 2. пролетерском и деловима 2. крајишке, 3. санџачке и 4. црногорске бригаде — предузео одлучан противнапад и присилио непријатеља на још једно повлачење ка Колима.

## Први напад на Јајце
После успешно окончаних борби на Мањачи, Оперативни штаб за Босанску крајину је приступио припремама за напад на Јајце. 20. септембра отпочео је пребацивање предвиђених снага с мањачког фронта. Тога дана је Друга пролетерска бригада повучена с положаја пошто ју је сменио један батаљон 1. крајишке бригаде, а у току следећа два дана, пошто су смењене од јединица 3. крајишке и 3. санџачке бригаде и 6. крајишког одреда, с положаја су повучене и остале три бригаде (1. и 2. крајишка и 4. црногорска) и упућене према Јајцу
Одбацивањем групе „Ведел” створени су услови за напад на Јајце, у коме су се налазили 17. усташка бојна (батаљон), 2. бојна и 19. сатнија (чета) 9. домобранског пука, чета жандармерије, једна батерија, вод хаубица и један оклопни аутомобил. Око града било је изграђено близу 100 бункера различитог типа, међу којима приличан број бетонских, док је стари средњовековни град представљао његову цитаделу.
Према плану за напад на Јајце, 1. и 2. крајишка бригада и један батаљон 3. крајишког одреда имали су да заузму сва непријатељска упоришта између Врбаса и Пливе и да упадну у град преко Царевог Поља. Друга пролетерска бригада, ојачана батаљоном „Пелагић” из 3. крајишког одреда, да заузме утврђење на Ћусини и да продре у град према фабрици хлора и железничкој станици, а 4. црногорска бригада да затвори правце од Травника и Доњег Вакуфа.
Напад је, после извршених припрема, отпочео 24. септембра у 23:00. Јединице 2. пролетерске бригаде на самом почетку — демонстрирајући изванредну вештину и технику у тој врсти напада — на јуриш су заузеле Ћусину, главни одбрамбени положај непријатеља. Затим су продрле у град и до сванућа заузеле фабрику хлора. За то време су 1. и 2. крајишка бригада помоћу бомбашкх одељења заузеле бункере испред града и на својим правцима упале у прве куће. 25. септембра вођене су уличне борбе са наизменичним нападима и противнападима. Поједине зграде прелазиле су по неколико пута из руке у руку.
4. пролетерска одбила је све покушаје деблокаде из правца Травника и Доњег Вакуфа, и посади у Јајцу постало је јасно да су препуштени сами себи. Када су, нешто после 12 часова, партизански минобацачи и топови почели јаче тући тврђаву и центар града, код бранилаца је настала паника.
У тврђави је изгинуло јако много наше војске - а тукли су је тако да се из тврђаве чак нису могли износити мртви и рањени. Затим су почели тући центар града, тј. онај дио који се је налазио у нашим рукама. Њихово гађање било је управо прецизно. Гађали су и погодили жупанију, Гранд хотел, равнатељство редарства, основну школу у којој је била војска, затим све истакнуте зграде... тако да је у граду завладала у потпуном смислу ријечи паника. Свако даље преуређење војних јединица и њихов распоред било је онемогућено, јер је парчад мина врцала на све стране. Даља борба била је углавном препуштена иницијативи појединаца. Везе са преосталим положајима биле су потргане а, што је најгоре, изгубили смо везу са топовима... Истичем поново да се посада очајно бранила, а за доказ томе јест чињеница и најбоље свједочанство тако велики број мртвих и рањених усташ;и домобрана, те часника једних и других, као и трајање борбе пуних 18 и пол сати без и најмањег прекида...
Последњи отпор гарнизона сломљен је после подне јуришем на стари град, и Јајце је око 17 часова било потпуно заузето. Остатак гарнизона извукао се по групама према Бањој Луци и Травнику. У међувремену. је 4. црногорска бригада заузела непријатељска упоришта Бравница и Винац на комуникацији Јајце — Доњи Вакуф.
Према извештају команданта домобранског 9. пешадијског пука, избачен је из строја 441 војник НДХ, међу којима 165 усташа и 276 домобрана.
Јединице НОВЈ су имале знатне губитке: 1. и 2. крајишка бригада по 33 избачена из строја, Друга пролетерска бригада само три мртва, 4. црногорска бригада 8 погинулих и 15 рањених, а батаљон „Пелагић” једног рањеног и два погинула — укупно 95 избачених из строја.
У заузетом граду партизанима је пао у руке богат плен у оружју: две хаубице 100 mm, три топа, пет минобацача, шест. митраљеза, једна оклопна кола, једанаест моторних возила, пет локомотива, већи број пушака и пушкомитраљеза, веће количине муниције и друга ратна опрема. Заплењено је и доста намирница, посебно — велике количине соли (15 вагона), у чему су и јединице и народ на ослобођеној територији оскудевали. Заплењено оружје, ратну опрему и намирнице партизани су евакуисали из града на ослобођену територију Јања.
Одмах по ослобођењу града партизани су развили живу пропагандну и културну активност. Одржано је више зборова грађана, посебно жена, радника и омладине. Организовано је и неколико културних приредби у извођењу Позоришта народног ослобођења.
Немачки и партизански извори се слажу да је већина становништва у Јајцу пријатељски дочекала партизане. Све стране такође спомињу и стрељања лица које су партизани сматрали сарадницима окупатора (по немачком извештају, између 60 и 70).
Услед престанка рада фабрике око 450 службеника и радника је остало без посла. Животних намирница уопште више нема. Директора фабрике инж. Зигелхубера и главног књиговођу Лајшница [, као и писара Мера одвели су партизани. Из Јајца партизани су са собом одвели још преко 450 становника. С партизанима је, наводно, добровољно отишло 500 становника. У Јајцу су партизани стрељали 60 до 70 цивилних лица. Становништво Јајца, чији број износи око 5000 глава, јако је комунистички заражено и постоји сумња да је тесно повезано с партизанима. За време партизанске владавине многи. су се добровољно уписали у партијске спискове. Партизани су за време своје владавине осудили и стрељали до 70 цивилних лица. Као разлог за овакво стање у Јајцу поуздани делови становништва навели су у првом реду веома лоше поступање усташа.

## Операција „Јајце I”
Врховни штаб, намеравајући да искористи задобијену иницијативу, наредио је да се напад продужи према Травнику и Доњем Вакуфу.
Пад Јајца изазвао је брзу реакцију немачке команде, која је покренула операцију коју је назвала Операција „Јајце”. Према плану операције, у првој етапи делови 714. немачке дивизије, заједно са усташко-домобранским и четничким јединицама, требало је да наступањем на југ са линије Сански Мост — Бронзани Мајдан — Рацуне овладају Кључем и Ситницом и наставе продор ка Мркоњић-Граду и Јајцу, а главнина 718. дивизије, са усташама и домобранима, наступањем са линије Турбе — Доњи Вакуф, да заузму Јајце и споје се са деловима 714. дивизије.
Наступање је почело 30. септембра ујутро. Борбена група „Сушник” (названа по пуковнику Сушнику, команданту 738. пука) наступала је правцем Турбе — Јајце, а група „Вист” (по пуковнику Висту, команданту 750. пука) правцем Доњи Вакуф — Јајце. Из Санског Моста и Бронзаног Мајдана према Кључу и Мркоњић Граду наступале су борбене групе под командом штаба 714. дивизије (група „Ведел”, група „Килвајн” и група „Томас”).
Ојачани III батаљон 741. пука је 30. септембра у 12.30 часова заузео Кључ, савладавши слабији отпор. Борбена група „Ведел” је 2. октобра 1942. заузела Мркоњић-Град, потиснувши 2. пролетерску бригаду у правцу села Језера, а затим, уз садејство борбених група 718. дивизије од Доњег Вакуфа 4. октобра 1942. заузела Јајце. Делови 4. црногорске и 3. санџачке бригаде и 3. крајишког одреда, са свим позадинским деловима, под притиском надмоћнијих снага благовремено су се повукли.
Група руководилаца Треће пролетерске бригаде коју су сачињавали командант Владимир Кнежевић Волођа, заменик политичког комесара Рифат Бурџовић и командант Четвртог батаљона Томаш Жижић, 2. октобра је предузела извиђање непријатеља, али је услед непланског померања јединица остала издвојена од бригаде. Група је заробљена и ликвидирана од стране локалних четника.
У извештају оперативног одељења 718. дивизије од 3. октобра 1942. се констатује да су партизани на читавој ширини фронта пружали веома јак отпор, с противнападима, због чега се водила борба за сваку коту и напредовало корак по корак. Даље се констатује да је изванредно добра опремљеност, наоружање и ватрена моћ партизанских јединица и да су оне, насупрот досадашњим искуствима, издржале и јаку артиљеријску ватру бранећи сваку коту врло упорно.
Знатним коришћењем тешког наоружања, авијације и тенкова, Немци су успели да се пробију по линијама наступања, али нису успели да опколе јединице НОВЈ, нити да им нанесу значајније губитке. Стога су се још у току наступања нашли под ударом бочних напада и концентричних напада на издвојене положаје. Наступила је фаза динамичних дејстава са бројним преокретима.
У борбама од 4. до 7. октобра 1. пролетерска, 3. крајишка и 6. крајишки одред успели су поново овладати Кључем, а затим и Мркоњић-Градом. 11. октобра борбена група „Томас” поново је овладала Кључем, а 19. октобра и Мркоњић-Градом. Већ 20. октобра Мркоњић-Град поново је заузела 1. пролетерска.

## Операција „Јајце II”
Ове операције коинцидирале су са офанзивним операцијама Италијана, четника, усташа и домобрана према Прозору и Горњем Вакуфу (Операција Алфа, 4-13. октобар) и према Ливну (Операција Бета, 20-26. октобар). Услед интензивирања напада на пругу Загреб — Београд, штаб 714. дивизије био је принуђен да, три месеца након претходне, изведе још једну офанзивну операцију против партизана на Козари 19-27. октобра. Борбена група „Ведел” извучена је са сектора Јајца ради учешћа у тој операцији.
Незадовољавајући резултат операције „Јајце I” довео је до непосредног организовања нове операције, назване „Јајце II”, која је трајала од 22. октобра до 6. новембра. Ова операција коинцидирала је са операцијом „Бета” на југоистоку, и са концентрацијом снага НОВЈ за Бихаћку операцију. У складу са захтевима ових операција, главнина снага НОВЈ у овом периоду извучена је са подручја Јајца.
Немци (738. пук 718. дивизије) и по један батаљон из 5, 8. и 15. домобранског пука предузели, су, 22. октобра, из Д. Вакуфа и Јајца, напад ка Јању и, преко Језера, ка Шипову и Мркоњић-Граду, с намером да делом снага, обухватним маневром од Мркоњић-Града преко Млиништа и планине Виторог, набаце јединице НОВЈ у долину речица Јања и Пливе и ту их униште. На поменутој просторији Немцима и домобранима су се супротставили 3. крајишки одред, делови 3. санџачке и 4. крајишке бригаде. По наређењу Врховног штаба, јединице НОВЈ су напустиле Мркоњић-Град у који су 26. октобра ушли Немци, док су у рејону Јања и Пљеве вођене оштрије борбе. Да би спречио продор ка Млиништима, Врховни штаб је на тај правац хитно пребацио 5. црногорску и 10. херцеговачку бригаду да у заједници са јединицама које су се налазиле на томе сектору противнападом одбаце непријатеља ка Јајцу. Након неколико дана маневарских дорби, немачки штаб осведочио се да не располаже довољним снагама да спречи убацивање бригада НОВЈ унутар својих позициуја и комуникација. До 6. новембра операција је окончана повлачењем на почетне позиције ка Јајцу и Доњем Вакуфу, а постигнути успеси показали су се као привремени.

## Други напад на Јајце
Након знатних територијалних губитака у осовинским операцијама у октобру 1942. (Ливно, Прозор, Горњи Вакуф, Јајце, Мркоњић Град, Кључ), бригаде НОВЈ су почетком новембра извели успешну и значајну Бихаћку операцију, реорганизоване су у осам дивизија и успеле су да поново преузму иницијативу. Освојени су Цазин, Цетинград, Слуњ, Кључ, а снаге Немаца и њихових савезника натеране су на дефанзиву у области Босанског Новог и Санског Моста.
Врховни штаб НОВЈ направио је план за поновно преношење активности на територију централне Босне и запоседање Ливањског поља и комуникација у њему. Извршавајући овај план, 1. пролетерска дивизија је 18. новембра прешла у напад на упоришта дуж комуникације Јајце — Чађавица — Бања Лука. После жестоке борбе 1. пролетерска бригада заузела је Ситницу, пресекавши везу између Јајца и Бање Луке. Заробљено је преко 200 домобрана и 40 Немаца. Међу погинулима у немачко-домобранском утврђењу била је и жена четничког војводе Уроша Дреновића.. Губици 1. пролетерске бригаде: 22 мртва и 46 рањених..
За то време 3. санџачка и 3. крајишка бригада ушле су у Мркоњић-Град и Чађавицу. Немци су из Бање Луке хитно упутили групу »Томас«, са којом су јединице 1. дивизије водиле жестоке борбе дуж комуникације Бања Лука — Ситница.
Заузимањем Ситнице и Мркоњић-Града отворен је пут према Јајцу, у коме се налазило посада од око 800 људи (300 Немаца из састава 718. дивизије, три чете 9. домобранске пуковније, две чете усташа и једна хаубичка батерија). Према заједничком плану 1. и 3. дивизије, ноћу 24/25. новембра 1. пролетерска, 3. крајишка и 1. далматинска бригада и батаљон „Пелагић” из 3. крајишког одреда нападале су на сам град. Уочи напада, 5. црногорска и 10. херцеговачка бригада, ојачане батаљоном »Шолаја« из 3. крајишког одреда, пребачене су на десну обалу Врбаса да би офанзивним дејством спречиле интервенцију непријатеља из Д. Вакуфа и Турбета и извлачење из Јајца у том правцу, а 3. санџачка бригада је обезбеђивала правац Ситница—Мркоњић-Град.
Напад је почео 24. новембра у 20 часова. 1. и 4. батаљон 1. далматинске до почетка напада изашли су на полазне положаје у висини коте 840. Батаљон „Пелагић” још није био стигао на предвиђени положај за напад. Напад 1. и 4 батаљона отпочео је у одређено време. У међувремену док су батаљони подилазили непријатељским положајима артиљерија је гађала немачко-домобранске положаје Ћусини. Бомбашке групе кретале су се испред стрељачког строја, пузећи по снежном покривачу ка бункерима и у првом нападу успеле су да ликвидирају посаде у неким бункерима. Браниоци су пустили стрељачки строј 1. далматинске на блиско одстојање. Кад је изгледало да ће батаљони искористити већ постигнуте успехе бомбашких група и кад се стрељачки строј налазио испред самих бункера, Немци су отворили снажну митраљеску ватру по стрељачком строју и приморали нападача на повлачење.
Један број бораца није успео да се повуче иза жице, већ су и даље остали да леже испред непријатељског положаја на снежном покривачу. Ускоро је месец обасјао положаје, тако да се примећивао и најмањи покрет. У таквој ситуацији један број бораца морао је да добар део ноћи непомично остане у снегу како би Немци имали утисак да су мртви. Борце који нису могли да издрже да леже непомично и који би направили и најмањи покрет телом Немци су одмах гађали. Од непомичног лежања у снегу у тој хладној новембарској ноћи један број бораца је промрзао.
Батаљон „Пелагић” је закаснио, тако да није учествовао у првом нападу, па је непријатељ имао могућности да концентрише артиљеријску и минобацачку ватру на правцу напада два батаљона 1. далматинске бригаде.
У току ноћи јединице су вршиле припреме за поновни напад. У току ноћи на положај за напад стигао је батаљон „Пелагић”. Штаб 1. далматинске бригаде је одлучио да у борбу уведе и своју резерву, 2. батаљон, који је уведен између 1. и 4. батаљона на источној падини коте 728. Тиме је било омогућено 4. батаљону да продре дубље и обухвати коту са североисточне стране, док је Батаљон „Пелагић” обухватао коту 728 са северозападне стране. Пристизањем батаљона „Пелагић” и ударом са једном четом на бок непријатеља и увођењем бригадне резерве ситуација је измењена у прилог нападача.
Поновни напад батаљона отпочео је пред зору 25. новембра, када је месец почео да залази и када се створила сена на страни са које се вршио напад. Напад је био добро припремљен, тако да су све јединице једновремено кренуле. Енергични јуриш батаљона непријатељ није могао издржати и поред тога што је покушао да га заустави јаком митраљеском ватром. Бомбашке групе и остали борци брзим налетом и ручним бомбама онемогућили су дејство митраљеза. Са бомбашима у јуришу налазио се и командант бригаде Божо Билић Марјан. У незадрживом јуришу свих батаљона, ујутро 25. новембра, ликвидирано је непријатељско упориште на Ћусини. У тој тешкој борби су се истакле бомбашке групе које су храбро и вешто подилазиле бункерима и из непосредне близине убацивале бомбе у отворе и тако један по један ликвидирали.
За то време јединице 1. дивизије (1. пролетерска и 3. крајишка) наишле су код Царевог Поља и Пруди на јак отпор који нису успеле савладати. На саветовању штабова, одлучено је да се током дана тешким оруђима гађају отпорне тачке бранилаца, а да по паду мрака 1. далматинска настави напредовање према центру града, а делом снага пређе на леву обалу Пливе и избије у позадину непријатељских положаја на Царевом Пољу.
5. црногорска бригада заузела је јака упоришта Торлаковац и Вијенац и јужни део града, а 10. бригада је избила на комуникацију Травник — Јајце.
Око 19 часова 2. батаљон 1. далматинске бригаде и батаљон „Пелагић” успели су да се пребаце на леву обалу Пливе, што је довело до пада положаја на Царевом Пољу и Прудима. Последњи отпор у граду савладан је 25. новембра касно увече.
Први батаљон „Анте Јонић” 1. далматинске бригаде 25. новембра увече, сместио се у јужном делу града (у зграде око фабрике). Штаб батаљона сместио се у сусједну зграду, одмах до зграде гдје су се смјестиле и јединице батаљона. Немци су из Доњег Вакуфа 2. новембра упутили према Јајцу моторизовану борбену групу „Анакер”. Током целог дана Немци су водили спорадичне борбе са заштитним деловима 5. пролетерске и 3. крајишког одреда, да би након пада мрака добро изведеним енергичним нападом одбацили партизане с пута и у оклопној моторизованој колони наставили продор према Јајцу. Штаб 5. пролетерске није успео ни да обавести јединице у Јајцу о овоме, тако да је ова колона пред свануће 26. новембра избила у јужни део града постигавши пуно изненађење.
Колона је доспела до зграде у којој је био смештен штаб 1. батаљона 1. далматинске. Руководиоци и курири забарикадирали су се у згради, и дошло је до жестоке борбе из непосредне близине. Захваљујући присебности и пожртвовању ове групе, остале јединице добиле су неопходно време да организују противнапад. Ускоро се немачка колона нашла у врло непријатном положају, тучена ватром са три стране. Немци су били принуђени да се под борбом пробијају и извлаче назад према Доњем Вакуфу.
У другом нападу на Јајце немачке снаге и јединице НДХ имале су 93 погинула и 103 заробљена војника. Према извештају 3. НОУ дивизије, њени губици у борби за ослобођење Јајца износили су: 18 мртвих и 36 рањених. Губици 3. бригаде 1. пролетерске НОУ дивизије: 3 мртва и 23 рањена. Заплењена је знатна количина ратне технике и оруђа, између осталог и батерија хаубица.
Врховни штаб је наредбом од 1. децембра 1942. похвалио 1. далматинску бригаду за показано „велико јунаштво, пожртвованост и примјерно испуњавање постављених им задатака”.

## Операција „Јајце III”
После борби за Јајце, 1. пролетерска дивизија продужила је дејства ка средњој Босни. Другог децембра ушла је у Скендер-Вакуф и избила у долину Врбање, а 4. децембра, водећи оштре борбе, заузела је Котор-Варош, али се после три дана морала повући због продора Немаца. Да би помогла 1. босанском корпусу да заузме Сански Мост, она је, по наређењу Врховног штаба, извршила јак притисак ка Бањој Луци и 10. децембра поново заузела Котор-Варош, а 14. децембра одбацила делове 741. немачког пука и четнике и заузела четничко упориште Јошавку. Тиме је била угрожена Бања Лука, па је штаб 714. дивизије појачао своје снаге деловима 741. немачког пука из околине Кутине и до краја децембра спречавао продор 1. дивизије ка долини Босне. Међутим, 1. дивизија успела је да пресече комуникацију Бања Лука — Добој, и да 2. јануара заузме Теслић, угрози Добој и отвори ново жариште.
Трећа дивизија требало је да напада уз долину Врбаса. Међутим, штаб 718. дивизије такође је планирао нову операцију на овом подручју, али у супротном смеру. Ова операција добила је кодни назив „Јајце III”. Тако су се, 1. децембра, још једном сукобиле офанзивне формације двеју страна.
За ову операцију Немци су концентрисали 738. пук, део 750. пука уз артиљеријске, моторизоване и тенковске саставе, по један батаљон (бојну) 3. горске, 9. и 15 „пјешачке пуковније” НДХ и 1 бојну усташа.
Насупрот њима, 3 дивизија НОВЈ (1. далматинска, 5. црногорска и 10. херцеговачка бригада) ојачана је 3. пролетерском бригадом.
Снаге под командом штаба 718. дивизије оствариле су местимично значајне успехе користећи надмоћ у бројности, тешком оружју, транспортним средствима и средствима везе. Током оштрих и исцрпљујућих борби 3. дивизија претрпела је губитке од 28 мртвих и 58 рањених бораца, Између осталих, 3. децембра у селу Брванци погинуо је Божо Билић - Марјан, командант 1. далматинске бригаде и народни херој. Након више неуспелих противнапада којима су покушали да поврате изгубљене позиције, Врховни штаб је донео одлуку да напусти одбрану Јајца и преусмери 3. дивизију на нове задатке.
Дана 6. децембра 1942. Немци су поново заузели Јајце, док је 3. дивизија преоријентисана да дејства на виталне комуникације у долинама Лашве и Босне.